# Eugen Baciu
Eugen Cătălin Baciu (ur. 25 maja 1980 w Vaslui) – piłkarz rumuński grający na pozycji środkowego obrońcy. Od 2011 roku jest piłkarzem klubu FCM Bacău.

## Kariera klubowa
Karierę piłkarską Baciu rozpoczynał w klubie Laminorul Roman. W 2000 roku awansował do kadry pierwszego zespołu, a w sezonie 2000/2001 zadebiutował w nim w drugiej lidze rumuńskiej. W 2001 roku odszedł do pierwszoligowego FCM Bacău, w którym swój debiut zanotował 12 maja 2001 w zwycięskim 2:0 domowym meczu z Glorią Bystrzyca. W FCM Bacău występował do 2004 roku.
W 2004 roku Baciu został zawodnikiem Steauy Bukareszt. W sezonie 2004/2005 wywalczył ze Steauą swoje pierwsze w karierze mistrzostwo Rumunii. W 2006 roku obronił ze Steauą tytuł mistrzowski. Z kolei w 2007 i 2008 roku dwukrotnie z rzędu zostawał wicemistrzem kraju. W sezonie 2010/2011 grał w drugoligowych rezerwach Steauy.
Latem 2011 Baciu wrócił do FCM Bacău.
| Sezon   | Klub             | Kraj    | Rozgrywki | Mecze | Bramki |
| ------- | ---------------- | ------- | --------- | ----- | ------ |
| 2000/01 | Laminorul Roman  | Rumunia | Divizia B | 23    | 0      |
| 2000/01 | FCM Bacău        | Rumunia | Divizia A | 23    | 0      |
| 2001/02 | FCM Bacău        | Rumunia | Divizia A | 22    | 0      |
| 2002/03 | FCM Bacău        | Rumunia | Divizia A | 29    | 0      |
| 2003/04 | FCM Bacău        | Rumunia | Divizia A | 28    | 2      |
| 2004/05 | FCM Bacău        | Rumunia | Divizia A | 5     | 1      |
| 2004/05 | Steaua Bukareszt | Rumunia | Divizia A | 17    | 1      |
| 2005/06 | Steaua Bukareszt | Rumunia | Divizia A | 9     | 0      |
| 2006/07 | Steaua Bukareszt | Rumunia | Liga I    | 21    | 0      |
| 2007/08 | Steaua Bukareszt | Rumunia | Liga I    | 14    | 0      |
| 2008/09 | Steaua Bukareszt | Rumunia | Liga I    | 5     | 0      |
| 2009/10 | Steaua Bukareszt | Rumunia | Liga I    | 17    | 0      |
| 2010/11 | Steaua Bukareszt | Rumunia | Liga II   | 19    | 0      |
| 2011/12 | FCM Bacău        | Rumunia | Liga II   |       |        |

## Kariera reprezentacyjna
Swoje jedyne spotkanie w reprezentacji Rumunii Baciu rozegrał 17 kwietnia 2002 roku. Był to towarzyski mecz z Polską, który Rumunia wygrała 2:1.